# Emausaurus
Emausaurus byl rod vývojově primitivního opancéřovaného dinosaura z podřádu Thyreophora, žijící na území současného Německa v období spodní jury (asi před 183 až 176 miliony let). Jeho jméno pochází od zkratky EMAU (Ernst-Moritz-Arntdt-Universitat), univerzity nacházející se v blízkosti nálezu. Celkovým vzhledem poněkud připomínal svého vývojového příbuzného scelidosaura.

## Popis
Emausaurus byl dlouhý okolo 2 až 2,5 metru a vážil asi 50 kilogramů. Z kostry emausaura byly nalezeny jen úlomky lebky, jednotlivé kosti a části ochranného brnění, takže je obtížné rekonstruovat jeho vzezření.
Příbuzným rodem emausaura mohl být čínský Yuxisaurus, který je rovněž vývojově primitivním tyreoforem z období rané jury. Izolovaný osteoderm (kožní kostěná destička) popsaný roku 2022 ze severovýchodního Německa může patřit rovněž tomuto tyreoforovi.